# 육영수
육영수(陸英修, 일본식 이름: 陸海英修, 1925년 11월 29일~1974년 8월 15일)는 대한민국의 제5·6·7·8·9대 대통령 박정희의 두 번째 배우자이며, 제18대 대통령 박근혜, 사업가 박지만, 박근령의 어머니이다. 본관은 옥천이다. 충청북도 옥천공립여자전수학교에서 교사로 1년여 간 재직한  바 있다.1974년 8월 15일 서울 장충동의 국립극장에서 재일 한국인 문세광의  흉탄에 맞고, 세상을 떠났다. 향년 48세  .
조선 말기의 개화사상가 겸 소설가 육용정은 그의 작은할아버지이고, 큰아버지는 조선 말기의 문신 육종윤이다. 일제강점기의 기독교 독립운동가 육정수는 그의 사촌 오빠였다.

## 생애

### 생애 초기
육영수는 충청북도 옥천에서 대지주였던 육종관과 이경령의 1남 3녀 중 둘째 딸로 태어났다. 아버지 육종관은 대지주이자 지역 유지로서 본처 이외에도 3명의 첩을 더 거느리고 있었다. 육영수는 본처인 이경령의 차녀로서 여러 친남매 및 이복 남매들을 포함하여 총 22명(12남 10녀)의 형제자매들과 함께 생활했다. 할아버지 육용필의 동생은 육용정으로 육용정은 조선 말기의 저명한 소설가이자 개화파 사상가였다.
1938년 옥천공립보통학교를 졸업하고 같은 해 배화고등여학교에 입학하였다. 배화고등여학교를 졸업한 후, 1945년 21세 때 옥천공립여자전수학교에 부임, 가사 과목 교사로 1년 3개월간 재직했다.

### 결혼 생활
1950년 소개로 당시 육군 소령이던 박정희를 만났으며 6·25전쟁 중인 1950년 12월 박정희와 결혼했다. 당시 박정희는 첫 부인 김호남과 이혼하고 육영수와 재혼하였다. 아버지 육종관은 이 결혼을 반대하였으나, 육영수는 가출하여 박정희의 임지였던 대구에서 하숙하였다. 당시 육영수의 어머니 이경령 역시 남편 육종관의 축첩에 반발하던 중 딸 육영수의 결혼을 계기로 충북 옥천집을 나와 딸과 함께 살았다. 남편 박정희와의 사이에 근혜, 근령, 지만 등 1남 2녀를 두었다.
1963년 부군 박정희가 제5대 대통령에 당선되면서 대통령 배우자로 청와대로 이주하였다.
박정희가 국가재건최고회의 의장으로 공관에 있을 시절 육영수의 주된 관심은 민원 처리였다. 제자이며 6년 동안 영부인실 비서관으로 근무한 정재훈씨는 “되도록 많은 사람들과 대화를 나누어 거리의 여론을 수집하고, 하루 수십통의 민원은 일일이 처리지침을 남겼으며, 특히 억울한 민원현장에는 비서들이 늘 발로 달려가도록 했다”고 전한다.
이러한 관심은 자연히 남편 박정희의 대통령 직무 수행에 대한 적극적인 의견 개진으로 이어졌으며, 이는 '청와대 안의 제1야당'이라는 별명으로 일컬어지는 계기가 되었다. 이에 대해 박정희는 육영수와 함께 참모들을 모아놓은 자리에서 "내 옆에 지독한 야당 총재께서 앉아 계시니 알아서 조심들 합시다."라는 식의 농담을 하기도 했다. 실제로 육영수는 남편 박정희 대통령이 1963년에 군정 5년 연장을 미국 대사에게 선언하자 이동원 대사를 불러 남편이 군정 연장을 취소할 것을 설득하도록 도움을 청했다고 전해진다.
또한 육영수는 박정희가 자신과 만나기 전에 이미 결혼 후 이혼한 적이 있음을 알면서도 박정희와 결혼했으며 한때 박정희가 자신을 만나기 이전에 얻은 딸인 박재옥을 키워주기도 했다.

### 사회 활동

#### 교양수업
육영수는 정치외교사, 국사, 영어 등 다방면에 걸친 강의를 저명한 대학교 교수들로부터 매주 들음으로써 정치와 사회문제에 새로운 안목을 넓혀나갔다.

### 사회 봉사
육영수는 항상 한복 차림에 단아한 모습으로 사람들에게 소박한 인상을 주었고, 가정에서도 남편에게 성실한 아내였다. 또한 어린이와 보건에 관심이 있어서, 몇 차례 고아원과 보육원에 가서 어린이들의 보건에 대한 정책을 펴보기도 하였다. 《좋은생각》 기사에 따르면 육영수 여사는 간식을 준비했다가 청와대를 지키는 경찰들에게 선물할 만큼 따뜻했으며, 자녀들에게 청와대에서 쓰는 물건들은 국민의 세금으로 산 것이니 종이 한 장도 개인용도로 쓰면 안 된다고 가르쳤다고 전해진다.

#### 자립 중심의 사회 봉사

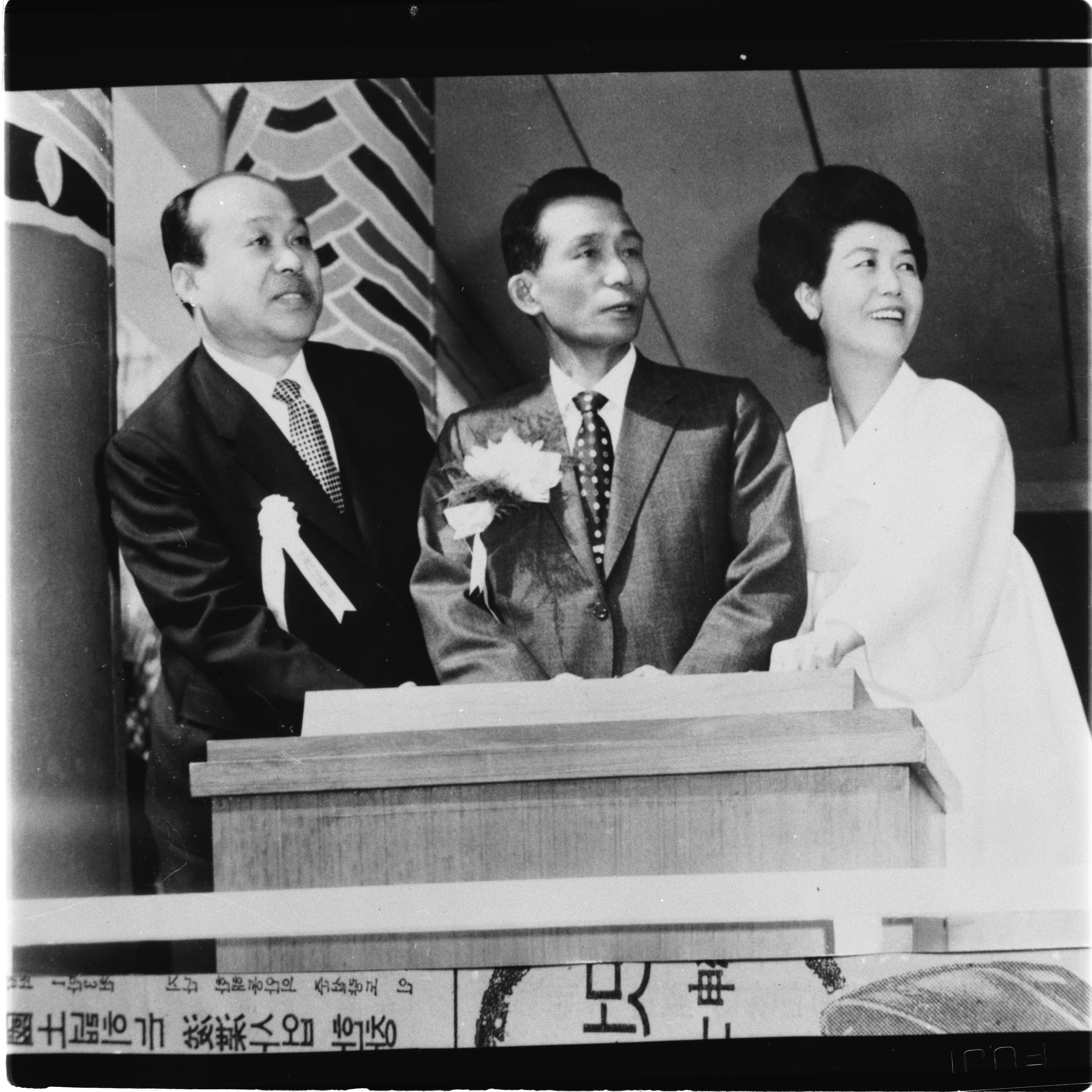
1971년 4월 서울 지하철 건설 착공식의 육영수 여사(맨 오른쪽)

육영수는 전국 한센병 환자(나환자)촌을 직접 방문하여 자활사업을 지원하였으며, 1964년 9월부터 베트남에 파병된 파월 장병 가족들을 찾아 위로, 위문하였다. 또한 풍수해 현장에 비를 맞으며 달려가 재난당한 사람들을 위문하였다. 1968년 서울대학교에 기숙사 정영사의 설치를 주관했고 1969년 4월 어린이 복지재단인 육영재단을 설립하였으며 어린이날에 맞춰 어린이대공원, 어린이회관의 건립을 주도하였다.
1972년에는 부산 어린이회관을 기공하였다. 육영수는 직접 소년소녀 잡지 ‘어깨동무’를 발간하여 농어촌 어린이에게까지 배포하고, 1973년 불우 청소년과 빈자들을 대상으로 한 직업훈련 기관 정수직업훈련원을 설치하였다. 육영수가 이렇듯 활발한 사회봉사를 한 이유는 직업을 갖도록 하는 직업훈련 위주의 사회복지가 빈곤퇴치의 길임을 알고 있었기 때문이다.
육영수는 빈곤과 소외와 싸워야 했던 한센병 환자들이 자기 힘으로 살도록 돼지와 소를 키우도록 장려하였으며, “진정한 정신을 갖는 인간회복을 내 안에 정립시켜 생활의 자리를 여러분 스스로가 쟁취하는 것이… 여러분들이 숙명처럼 살아온 빈곤과 수모와 질병의 역사를 청산할 수 있는 유일한 길이다. 잘못 없이 주위로부터 부당한 대우를 받거나 억울한 일이 생겼을 때는 직접 청와대로 연락해 달라."고 격려하였다.
1974년 청와대에 초대된 어린이를 따라온 어머니가 입이 많이 돌아가 안면마비 증세임을 본 육영수는 제일 좋은 침술원을 찾아서 그를 입원시켰는데, 3개월 치료 후 아이의 어머니가 귀향할 때는 집에서 고생한 시어머니께 드리라고 옷감 한 벌을 손수 챙겨 8월 14일에 보냈다고 한다.

### 사망
1974년 8월 15일 오전 10시 서울 장충동 국립극장 대극장에서 열린 광복절 기념식장에서 육영수는 박정희 저격 미수 사건으로 인해 문세광에게 암살당했다. 범인 문세광이 쏜 처음 총탄이 빗나가자 범인을 저격하기 위해 경호실장 박종규가 연단에서 뛰쳐나왔고, 박종규를 노린 범인의 총탄에 맞은 것이다. 범인과 경호원들 간의 총격전으로 당시 성동여자실업고등학교 학생이었던 장봉화가 사망하였다. 육영수 여사가 사망하던 당시의 나이는 불과 49세였다.
2005년 동아일보는 당시 경호원들이 육영수 여사를 저격했다는 의혹이 제기되기도 했다는 보도를 하였다 SBS의 다큐멘터리 《그것이 알고 싶다》에서도 직접 사격을 해보는 실험을 해가면서 육영수의 암살사건에 얽힌 의혹들을 풀고자 하였다. 대한민국은 육영수 피살 사건을 조총련의 조종에 의한 범죄로 규정하기 때문에 조선민주주의인민공화국에 대한 적개심과 반공 분위기가 훨씬 높아졌던 반면, 일본은 이 사건을 문세광 단독 범행으로 규정해서 당시 한일관계가 악화되었다.

## 이력
- 1925년 11월 29일 충청북도 옥천군에서 육종관과 이경령의 1남 3녀 중 차녀로 출생.
- 1938년 옥천공립보통학교 졸업, 같은 해 배화고등여학교 입학
- 1945년 배화고등여학교 졸업 후 옥천공립여자전수학교 교사로 근무함
- 1950년 6·25 전쟁 중 가족과 함께 부산으로 피난 중 박정희(당시 소령) 만남
- 1950년 12월 12일 천주교 대구대교구 계산동 성당에서 박정희 중령과 결혼
- 1963년 10월 15일 박정희 제5대 대통령 당선, 12월 17일 박정희의 제5대 대통령 취임 후 청와대 생활
- 1969년 4월 14일 어린이 복지사업을 목적으로 한 육영재단 설립
- 1970년 7월 25일 서울 남산에 어린이회관 건립
- 1973년 서울 용산구에 정수직업훈련원 개교
- 1974년 7월 15일 소록도 국립 나병원에 양지회 회관 설립
- 1974년 8월 15일 서울국립극장에서 광복절 기념식 도중 문세광의 저격에 의해 암살됨(당일 오후 7시에 사망, 향년 48세).
- 1974년 8월 19일 국민장 영결식 거행 후 동작동 국립서울현충원 묘지 안장

## 가족
- 증조부
  - 육병두(陸炳斗, 1811~1849)
- 증조모: 성주 이씨(星州李氏)
- 할아버지: 육용필[陸用弼, 본명은 용점(用漸), 1838~?]
- 작은할아버지: 육용정[陸用鼎, 본명은 용관(用觀), 1843~1917]
  - 삼촌: 육종윤(陸鍾允, 1863~미상) - 아들이 없던 삼촌 육용정의 양자가 되었다.
    - 사촌오빠: 육정수[陸定修, 1885~1949, 호는 초우당주인(蕉雨堂主人)]

  - 큰아버지: 육종면 - 선장,변호사
  - 고모: 육씨 - 기혼 및 출가
  - 큰아버지: 육종선 - 요절
- 외할아버지: 이종림(1862~1933)
  - 외삼촌: 이씨
- 아버지: 육종관[陸鍾寬, 1894. 6.13.(음력 5. 10.)~1965. 12. 26.]
- 어머니: 이경령[李慶齡, 1896. 1. 25.(음력 12.11.)~1976. 3. 25.]
  - 언니: 육인순(陸寅順, 1914~1972. 10. 30.) - 서울특별시 시립부녀사업관 관장
  - 오빠: 육인수(陸寅修, 1919. 12. 3.~2001. 6. 25.) - 5선 국회의원
  - 올케: 박심자(朴心子, 1925~2004. 4. 24.)
  - 여동생: 육예수(陸禮修, 1929. 5.~) - 조태호(趙泰浩)하고 결혼
- 남편: 박정희[朴正熙, 1917. 11. 14.(음력 9. 30.)~1979. 10. 26.] - 제 5·6·7·8·9대 대한민국 대통령
  - 딸
    - 박근혜(朴槿惠, 1952. 2. 2.~) - 제18대 대한민국 대통령
    - 박근령(朴槿令, 1954. 6. 3.~) - 육영재단 이사장 역임

  - 아들: 박지만(朴志晩, 1958. 12. 15.~)
  - 며느리: 서향희(徐香姬, 1974. 6. 30.~)
    - 장손: 박세현(朴世現, 2005. 9. 12.~)
    - 차손: 박세준(朴世俊, 2014. 1. 31.~)

  - 계녀: 박재옥(1937. 11. 24.~2020. 7. 8.) - 한병기하고 결혼
- 시할아버지: 박영규(1840~1914)
- 시할머니: 성산 이씨(1840~1915)
- 시아버지: 박성빈[朴成彬, 1871. 6. 6.(음력 4. 19.)~1938. 9. 4.]
- 시어머니: 백남의[白南儀, 1872. 9. 22.(음력 8. 20.)~1949. 8. 12.]
  - 시아주버니: 박동희(朴東熙, 1895~1972. 10. 10.)
  - 동서: 송임무 (1911~1996)
    - 시조카: 박재홍[朴在鴻, 1941. 3. 25.(음력 2.28.)~]
    - 시조카딸: 박재선(1945~)

  - 시아주버니: 박무희(朴武熙, 1898~1960)
  - 동서: 연안 차씨(1905~1998)
    - 시조카
      - 박재석(朴在錫, 1922~?)
      - 박재호(朴在浩, 1930~)

    - 시조카손자: 박용수(1960~2011)

  - 시누이: 박귀희[朴貴熙, 1902. 1. 31.(음력 12. 22.)~1974]
  - 시누남편: 은용표(殷龍杓, 1888~1963)
  - 시조카딸: 은봉남[殷鳳男, 1917. 11. 4.(음력 9. 20.)~1995]
    - 시조카: 은희만[殷熙萬, 1935. 11. 27.(음력 11. 2.)~2018. 9. 5.]
      - 시조카손자: 은지원[殷志源, 가수, 1978. 6. 8.(음력 5. 3.)~]

  - 시아주버니: 박상희[朴相熙, 1905. 9. 10.(음력 8. 12.)~1946. 10. 6.]
  - 동서: 조귀분[1908. 12. 16.(음력 11. 23.)~1993. 11. 14.]
    - 시조카: 박준홍(朴埈鴻, 1947. 1. 26.~)
    - 시조카사위: 김종필(金鍾泌, 1926. 1. 7.~2018. 6. 23.)
    - 시조카딸
      - 박영옥[朴榮玉, 1929. 10. 30.(음력 9. 28.)~2015. 2. 21.]
      - 박계옥(朴桂玉, 1936~)
      - 박금자(朴金子, 1942~)
      - 박설자(朴雪子, 1945~)

  - 시아주버니: 박한생[朴漢生, 박한희(朴漢熙), 1910~1928][11]
  - 시누이: 박재희(朴在熙, 1913~1996. 8. 30.)
  - 시누남편: 한정봉(1892~1966. 4. 14.)
  - ▪︎시조카: 한희승(1949~)

## 대중 매체
- 드라마
  - 1989년 《제2공화국》MBC(고은아)
  - 1993년 《제3공화국》MBC(김미숙)
  - 1993년 《다큐멘터리 극장》KBS(안해숙)
  - 1995년 《제4공화국》MBC(전인화)
  - 1995년 《코리아게이트》SBS(고두심)
  - 1998년 《삼김시대》SBS(김미숙)
  - 2005년 《제5공화국》MBC(양미경)
- 영화
  - 2012년 《퍼스트레이디-그녀에게》(한은정)
- 뮤지컬
  - 2021년 《뮤지컬-박정희》(송민경)

## 같이 보기
| - 박정희 대통령 - 박근혜 대통령 - 박근령 - 박지만 - 정수장학회 - 육인수 - 육예수 - 정수직업전문학교 - 정수기능대학 - 육종관 - 육정수 - 박상희 - 은지원 | - 프란체스카 도너 - 공덕귀 - 김윤옥 - 김옥윤 - 한병기 - 김종필 총리 - 나혜석 - 차미리사 - 윤보선 - 장면 - 제2공화국 - 제3공화국 - 제4공화국 - 박순천 | - 김규식 - 김순애 - 육용정 - 육지수 - 이순자 - 임영신 - 김활란 - 박인덕 - 손명순 - 이아주 - 이희호 - 옥천 육영수 생가 |

## 참고 문헌
- 홍하상 《대한민국 퍼스트레이디 육영수》(작은키나무, 2005)
- 박근혜 《나의 어머니 육영수》(사람과 사람, 2000)
- 박목월 《육영수 여사》(자유문학사, 2005)
- 박근혜 외 28인《어머니(명사 28인이 어머니께 드리는 감사장)》(매일경제신문사, 2006)